# Nonagria hemicelaena
Nonagria hemicelaena là một loài bướm đêm trong họ Noctuidae.